# 馬爾吉-阿爾達比勒戰役
馬爾吉-阿爾達比勒戰役（Battle of Marj Ardabil），是可薩汗國與倭馬亞王朝於730年在伊朗西北阿爾達比勒發生的戰爭。可薩汗國軍隊由王子巴爾吉克指揮，入侵倭馬亞帝國伊朗西北省分吉拜爾。
這仗可薩軍隊擴張至伊朗北部(和庫爾德斯坦及美索不達米亞北部)，企圖確立在南高加索的統治。
倭馬亞王朝立即派將領賈拉合在阿爾達比勒迎戰，但他戰敗了，很多麥瓦利軍人拋棄他，他本人被殺，首級掛在可薩人戰車上，二萬穆斯林被俘擄。
勝利後可薩汗國佔領阿爾達比勒，但在下一年入侵摩蘇爾的戰役中戰敗了，巴爾吉克被殺，可薩軍隊退回北高加索。